# Aleksander Serednicki
Aleksander Serednicki (ur. 25 stycznia?/6 lutego 1886 w Demenkach, zm. 23 kwietnia 1926 w Radomiu) – harcerz, pułkownik pilot Wojska Polskiego, kawaler Orderu Virtuti Militari.

## Życiorys
Urodził się w Demenkach, w ówczesnym powiecie czerkaskim guberni kijowskiej, w rodzinie Władysława i Zofii z Billewiczów. Ukończył gimnazjum w Warszawie, w 1903 ukończył korpusu kadetów w Kijowie i wstąpił do Szkoły Junkrów Kawalerii w Jelizawetgradzie. Po jej ukończeniu w 1905, w stopniu korneta, przydzielony został do 8 Astrachańskiego Pułku Dragonów. W 1908 uzyskał awans na porucznika. W latach 1910–1912 był słuchaczem Wyższej Szkoły Oficerskiej Kawalerii w Petersburgu. Po ukończeniu szkoły awansował na podrotmistrza i został skierowany na roczny kurs do Szkoły Aeronautycznej.
Po wybuchu I wojny światowej dowodził szwadronem w 6 Klasickim Pułku Huzarów. W kwietniu 1915 przeniesiony został do lotnictwa. Latał na największych ówcześnie samolotach niszczycielskich Ilja Muromiec. Wkrótce mianowany został dowódcą eskadry, a przed końcem wojny dywizjonu lotniczego.

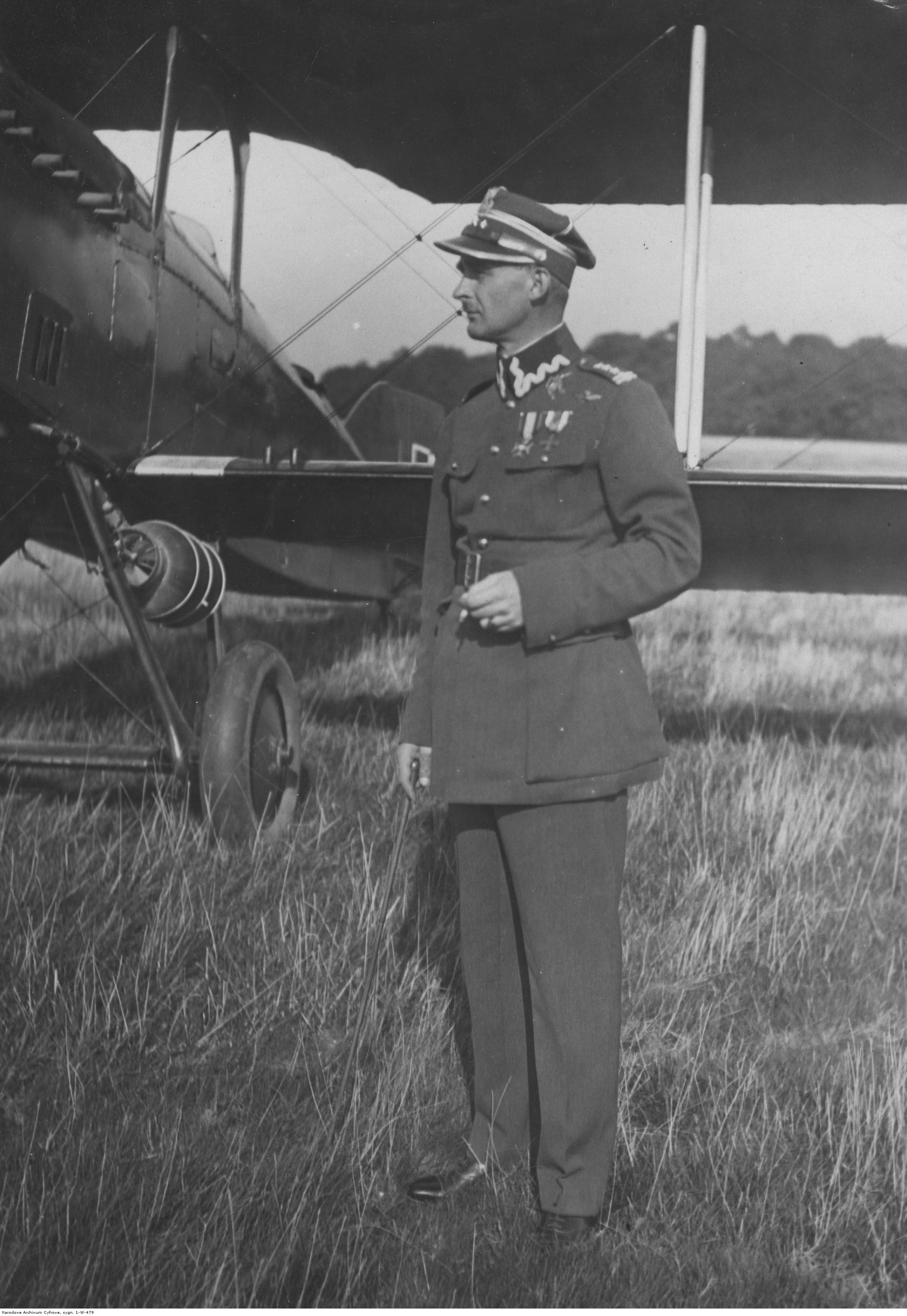
Pułkownik pilot Aleksander Serednicki przy samolocie

27 grudnia 1918 przyjęty został do Wojska Polskiego, w stopniu rotmistrza. 5 stycznia 1919 mianowany został dowódcą 4 eskadry wywiadowczej. Wkrótce zyskał wielkie uznanie i pełnił wiele ważnych funkcji. Był kolejno dowódcą I Grupy Lotniczej i szefem lotnictwa Frontu Litewsko-Białoruskiego, szefem sztabu Inspektoratu Wojsk Lotniczych (od października 1919), szefem lotnictwa polowego przy Naczelnym Dowództwie (od 1 maja 1920), szefem lotnictwa Frontu Północnego (od 1 sierpnia 1920) i 1 Armii, a od 20 września 1920 szefem lotnictwa w Kwaterze Naczelnego Wodza. W czasie pełnienia wszystkich tych funkcji cały czas czynnie brał udział w lotach bojowych wielokrotnie odznaczając się wielką odwagą. 11 czerwca 1920 został zatwierdzony z dniem 1 kwietnia 1920 w stopniu podpułkownika, w wojskach lotniczych, w grupie oficerów byłych Korpusów Wschodnich i byłej armii rosyjskiej.
Od 1 września 1921 dowodził 3 pułkiem lotniczym w Poznaniu. 9 marca 1922 został wyznaczony na stanowisko inspektora lotnictwa przy Departamencie IV Żeglugi Powietrznej Ministerstwa Spraw Wojskowych. 3 maja 1922 został zweryfikowany w stopniu pułkownika ze starszeństwem z 1 czerwca 1919 roku i 4. lokatą w korpusie oficerów aeronautycznych.
W piątek 23 kwietnia 1926, w locie z Łodzi do Warszawy samolotem Breguet XIX, stracił orientację w terenie i wylądował przygodnie w miejscowości Klatki k. Radomia. W czasie startu w „nieznanym terenie, znajdując się na niewielkiej jeszcze wysokości uderzył podwoziem o dość wyniosły pagórek, powodując skoziołkowanie aparatu, który doszczętnie został zdruzgotany. Płk pil. Serednicki został śmiertelnie ranny, w następstwie czego w krótkim czasie po wypadku życie zakończył w szpitalu w Radomiu. Mechanik kpr. Wnorowski, który w momencie katastrofy wypadł z aparatu, odniósł lekkie obrażenia”.
Pochowany 27 kwietnia 1926 na cmentarzu Powązkowskim (kwatera 17-6-12/13/14). W czasie ceremonii pogrzebowej załoga 13 eskadry lotniczej w składzie sierż. pil. Wacław Brzezina i st. szer. mech. Wincenty Gromadzki zrzucała wieniec. W trakcie zrzucania wieńca doszło do zderzenia z innym samolotem, w wyniku którego samolot runął na ziemię, a obaj lotnicy ponieśli śmierć.

## Ordery i odznaczenia
- Krzyż Srebrny Orderu Wojskowego Virtuti Militari[13] nr 8078 (27 lipca 1922)[14]
- Krzyż Walecznych[13]
- Polowa Odznaka Pilota – 11 listopada 1928 roku „za loty bojowe nad nieprzyjacielem w czasie wojny 1918-1920”[15]